# 왕카멜레온
왕카멜레온(Oustalet's chameleon) 또는 말라가시자이언트카멜레온(Malagasy giant chameleon)은 마다가스카르 전역이 원산지인 카멜레온의 큰 종이지만, 케냐의 나이로비 근처(현재 상태는 불분명하지만)와 미국의 마이애미데이드군에도 도입되었다. 심지어 마을 내의 퇴화된 초목 사이에서도 광범위한 서식지에서 발생하지만, 일차림의 내부에서는 상대적으로 드문다.

## 분포 및 서식지
왕카멜레온은 마다가스카르의 고유종이며 섬 전체에서 발견된다. 건조한 낙엽수림, 습한 상록수림, 산지 사바나, 황폐화된 숲, 농업 지역 및 심지어 도시 환경을 포함한 매우 광범위한 서식지 유형에서 서식한다. 숲 내부 깊숙한 곳에서는 거의 발견되지 않지만 가장자리에서 더 많이 발견된다.

## 묘사
왕카멜레온은 최대 총 길이(꼬리 포함)가 68.5cm로 일반적으로 세계에서 가장 큰 카멜레온 종으로 간주된다. 유난히 큰 파슨카멜레온과 멜러카멜레온이 훨씬 더 긴 길이를 가진다고 주장되었지만, 여전히 검증되지 않았다. 왕카멜레온은 상대적으로 날씬하고 그 무게는 더 튼튼한 다른 큰 카멜레온 종들, 특히 파슨카멜레온을 능가한다. 왕카멜레온의 큰 성인 수컷은 보통 400~500g이지만, 더 낮은 무게는 흔하고 암컷은 지속적으로 무게가 덜 나간다. 암컷은 또한 수컷보다 전체 길이가 약 40cm로 상당히 작다. 머리는 여러 개의 볏이 있는 높은 주머니 모양을 가지고 있고, 45개 이상의 작은 삼각형 가시로 구성된 등쪽 볏이 척추를 따라 달려 있다.
왕카멜레온의 색깔은 매우 다양하다. 수컷은 보통 대부분 회색이나 갈색을 띠며, 때때로 붉은 오렌지색의 발 또는 아랫부분이 있다. 암컷은 수컷보다 더 다양하고 종종 더 다채로우며, 기본색이나 빨간색, 노란색, 녹색의 표시가 가능하며, 눈꺼풀은 때때로 파란색일 수 있다.